# Амурский чебачок
Аму́рский чебачо́к, или ма́лая псевдорасбо́ра (лат. Pseudorasbora parva) — небольшая пресноводная рыба рода псевдорасбор (Pseudorasbora) семейства карповых.

## Описание
Небольшая рыбка длиной 8—11 см. Тело окрашено в бронзово-серебристый цвет. Вдоль тела от глаза до основания хвостового плавника тянется тёмная полоса. По внешнему краю чешуек расположены тёмные пятна «полулунной» формы.
Радужина глаз светлая, над зрачком тёмное пятно. Плавники закруглены, имеют тёмные пятна, слитые в поперечные полосы. В спинном плавнике 7 лучей, в анальном 6, чешуй в боковой линии от 34 до 38.
Нижняя челюсть заходит за верхнюю. У половозрелых самцов на нижней и верхней челюсти по 2—4 роговых шипика, на щеке под глазом 4—6 шипиков.

## Распространение
Родина амурского чебачка — водоёмы Японии, Китая, Кореи, река Амур.
В результате непреднамеренной интродукции при проведении рыбхозами специальных мероприятий в результате перевозки посадочного материала растительноядных рыб отдельные особи амурского чебачка случайно попали в водоёмы бывших среднеазиатских республик СССР, европейской части России, а также других стран Европы и Старого Света. В Дунае он был впервые зарегистрирован в 1961 году в Румынии, затем распространился вверх по течению во многие европейские страны: в 1967 году достиг венгерского участка Дуная и в 1974 году был зарегистрирован в Чехословакии, в 1982 году был найден в Австрии и немного позже — в Германии и Словении. Помимо Дуная, Pseudorasbora parva был обнаружен в Днепре и Днестре, а также зарегистрирован в Скадарском озере, озёрах Охрид, Преспа и Алиакмон в Греции. Через Рейнско-Дунайский канал он проник в Западную Европу и распространился от Франции до Польши и Литвы (р. Неман), найден в Англии, Дании, Болгарии, Турции, Иране и даже Алжире. В России амурский чебачок широко распространён в системе Дона, в Куме и Тереке и на всём протяжении долинной части бассейна Кубани, отмечен в Азовском море. В апреле 2024 года учёными Астраханского государственного биосферного заповедника амурский чебачок был обнаружен в западной части авандельты Волги. В 2020-е гг. выявлено присутствие амурского чебачка на 300-километровом участке среднего течения р.Урал.
На основании генетических данных было выявлено четыре филогенетических линии в пределах естественного ареала амурского чебачка, три из которых встречаются в западных регионах Евразии. Одна из этих линий первоначально была распространена на севере Китая и Дальнем Востоке России, вторая – на юге Китая, третья – на Корейском полуострове и, вероятно, в сопредельных районах Китая, четвёртая - на Тайване. Географическое распространение филогенетических линий в инвазийной части ареала предполагает три региона-донора инвазий: бассейн реки Янцзы, северную (российскую) часть бассейна реки Амур и бассейн реки Сунгари (правый приток Амура) на территории Китая.

## Поведение
Питается зоопланктоном и водными беспозвоночными. Злостный икроед.
Икру мечет порционно с апреля по август на водную растительность, подводные камни, затонувшие ветки.

## Дополнение
Отличный объект для холодноводного и умеренно тёплого аквариума. Вид абсолютно нетребовательный к кормам и условиям содержания.
При серьёзном интересе могут быть выведены окрашенные формы.
Прекрасный живец, используется в качестве наживки.
Амурский чебачок включён в список ста наиболее опасных чужеродных видов России.